# 非洲黑鴨
（學名：Anas sparsa）是一種深色的鑽水鴨，分佈於非洲中部與南部。非洲黑鴨在鴨屬中親緣關係與綠頭鴨類的物種較為接近。

## 外形

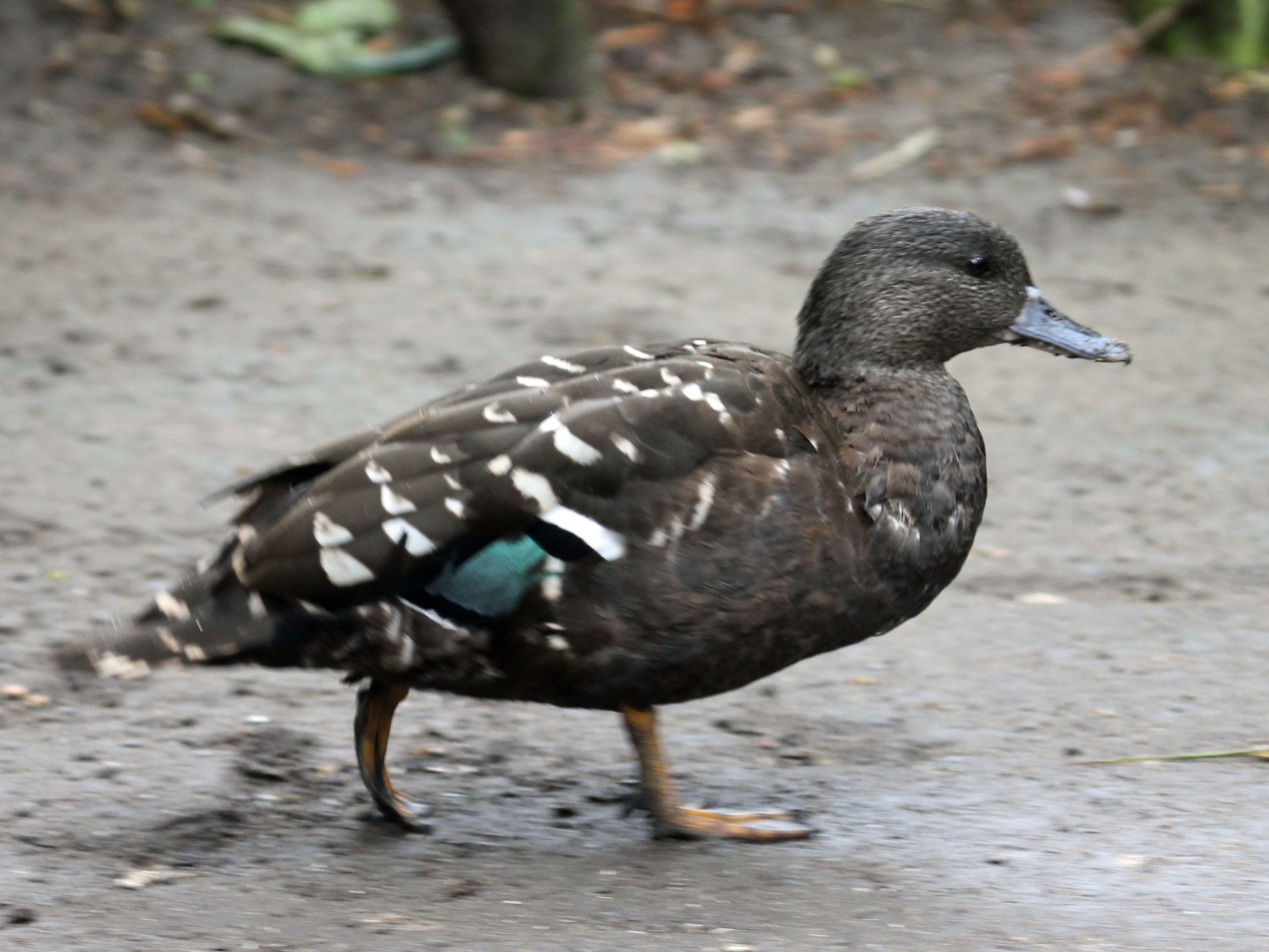
非洲黑鴨

非洲黑鴨體長48-57公分，雄鴨通常較雌鴨為大。體色為黑色，但背部有相當明顯的白色斑點，喙亦為深色，腿部與腳呈橘色。其翼鏡呈藍紫色，通常可見，在飛行時尤為清楚。

## 分佈
非洲黑鴨分布於非洲中部與南部的廣大區域，南至南非、北至衣索比亞與蘇丹，另外在西非也有零星族群分佈於奈及利亞東南部、加彭與喀麥隆，也作為迷鳥在馬利被發現過。

## 分類
2009年一項分子系統發生學研究以粒線體DNA序列分析鴨科各物種的親緣關係，發現在鴨屬中，非洲黑鴨是其他綠頭鴨類（Mallard Group）物種（綠頭鴨、太平洋黑鴨、非洲黃嘴鴨、麻斑鸭、列山島野鴨、呂宋鴨、花嘴鴨、北美斑鸭、北美黑鴨與墨西哥鴨）的姊妹群。因為非洲黑鴨是綠頭鴨類生物演化上最早分支的物種，有研究者將其獨立歸入名為Melananas的亞屬中（該亞屬只有非洲黑鴨一種）。
非洲黑鴨有兩種亞種：
- A. s. sparsa（Eyton, 1838）：分布於非洲南部的納米比亞、波札那、辛巴威與南非等地。
- A. s. leucostigma（Rüppell, 1845）：分布於奈及利亞、加彭、喀麥隆以及非洲中部衣索比亞至辛巴威間的廣大地區。

另外也有人將加彭與喀麥隆的族群獨立成一個新亞種A. s. maclatchyi，但並未被學界所接受。

## 生態
這種鴨的領域性很強，且生性相當害羞，常成對或成小群出現，一年四季均可繁殖。非洲黑鴨一窩可有4至8顆蛋，蛋約30天後孵出小鴨，再經過86天後小鴨飛羽長成，孵蛋與育幼都只有雌鴨參與。
非洲黑鴨在日間偏好棲息在溪流等流動水域，夜間則偏好湖泊等廣大的開放水域，通常在溪流沿岸以漂流木與草築巢，並以昆蟲的幼蟲、蛹、小型魚類、軟體動物、螃蟹與植物種子為食。